# 인천광역시미추홀도서관
인천광역시 미추홀도서관은 인천광역시 남동구 인주대로776번길 53 (구월4동)에 있는 도서관이다. 1922년에 개관한 인천시립도서관이 전신이다.
- 2009년 6월 23일에 개관하였다. 2022년 1월 기준 61만 9,949권의 장서를 보유하고 있다.
- 2025년 4월 30일 기준, 733,080권의 장서를 보유(641,061권은 구입, 92,019권은 기증된 장서)하였다.

## 연혁
- 1921년 11월 1일 인천부립도서관으로 설립
- 1922년 1월 6일 중구 송학동 청광각에서 개관. - (현)자유공원 내
- 1941년 4월 10일 (구)인천지방법원청사로 이전
- 1946년 12월 2일 중구 율목동으로 이전
- 1958년 11월 6일 인천시립도서관 설치조례 제정
- 1962년 9월 15일 본관 신축
- 1997년 1월 조직 개편 ( 1사업소 2개팀)
- 1998년 9월 공공도서관 표준자료관리시스템(KOLASⅠ) 구축
- 2001년 6월 28일 공공도서관 표준자료관리시스템(KOLASⅡ) 구축
- 2003년 4월 15일 디지털자료실 개실
- 2004년 9월 1일 장애우 도서택배서비스 실시
- 2004년 9월 4일 도서관 홈페이지 개편
- 2008년 4월 1일 인천 지역대표도서관 지정(문화체육관광부)
- 2008년 12월 12일 미추홀도서관 준공
- 2009년 2월 25일 조직개편(2과 4팀) 및 미추홀도서관 명칭 확정
- 2009년 6월 23일 인천광역시 미추홀도서관 개관. 공공도서관 표준자료관리시스템(KOLAS Ⅲ) 구축
- 2010년 3월 2일 조직개편 (2과 5팀) - 평생학습팀 신설
- 2010년 7월 15일「과제지원센터」설치 및 운영
- 2010년 11월 25일 2010년 공공도서관 협력업무 유공자상(단체상) 수상
- 2011년 1월 3일「통합도서서비스」시행
- 2011년 6월 23일 관외예약대출서비스 「책마중」오픈
- 2012년 2월 23일「제44회 한국도서관상」 단체상 수상
- 2012년 5월 24일 인천시 「북스타트(BookStart)」 선포식 및 사업 운영
- 2012년 8월「건축 우수 공공도서관」 선정
- 2012년 10월 17일「2012 전국 도서관 운영평가」 우수도서관 선정 문화체육관광부 장관상 수상
- 2012년 11월 15일「제5회 도서관 장애인서비스 우수사례」 최우수상 수상
- 2012년 12월 31일「통합도서서비스」 참여기관 31개관 확대
- 2013년 9월 17일 조직개편(2과 5팀 -> 3부)
- 2013년 12월 19일 송도국제기구도서관 개관(UN기탁도서관 이전)
- 2014년 1월 8일 다국어자료실 개실

## 시설 현황
- 3층: 일반자료실1, 세미나실1,2, 컴퓨터교육실, 휴게실, 관장실, 문헌정보과, 운영과, 회의실
- 2층: 일반자료실2, 디지털@터,참고/연속간행물실, 평생교육실(1,2), 강사대기실, 직원휴게실
- 1층: 미추홀터, UN기탁도서관, 나눔터, 꿈나무터, 중앙통제실(서버실)
- 지하1층: 강당, 식당, 매점, 보존서고, 일반열람실

## 이용 안내
이용 시간
| 구분              | 자료실별 이용시간 | 자료실별 이용시간 |
| 구분              | 평일              | 토,일요일         |
| ----------------- | ----------------- | ----------------- |
| 일반자료실1.2     | 09:00-22:00       | 09:00-18:00       |
| 디지털@터         | 09:00-18:00       | 09:00-18:00       |
| 참고/연속간행물실 | 09:00-18:00       | 09:00-18:00       |
| 어울림터          | 09:00-18:00       | 09:00-18:00       |
| 나눔터            | 09:00-18:00       | 휴실              |
| 꿈나무터          | 09:00-18:00       | 09:00-17:00       |
| 일반열람실 1,2,3  | 06:00-22:00       | 06:00-22:00       |

휴관일
- 매주 금요일
- 국경일(국경일과 겹치는 토·일요일)
- 기타 도서관장이 정하는 임시휴관일

## 사진

### 외관 및 조형물

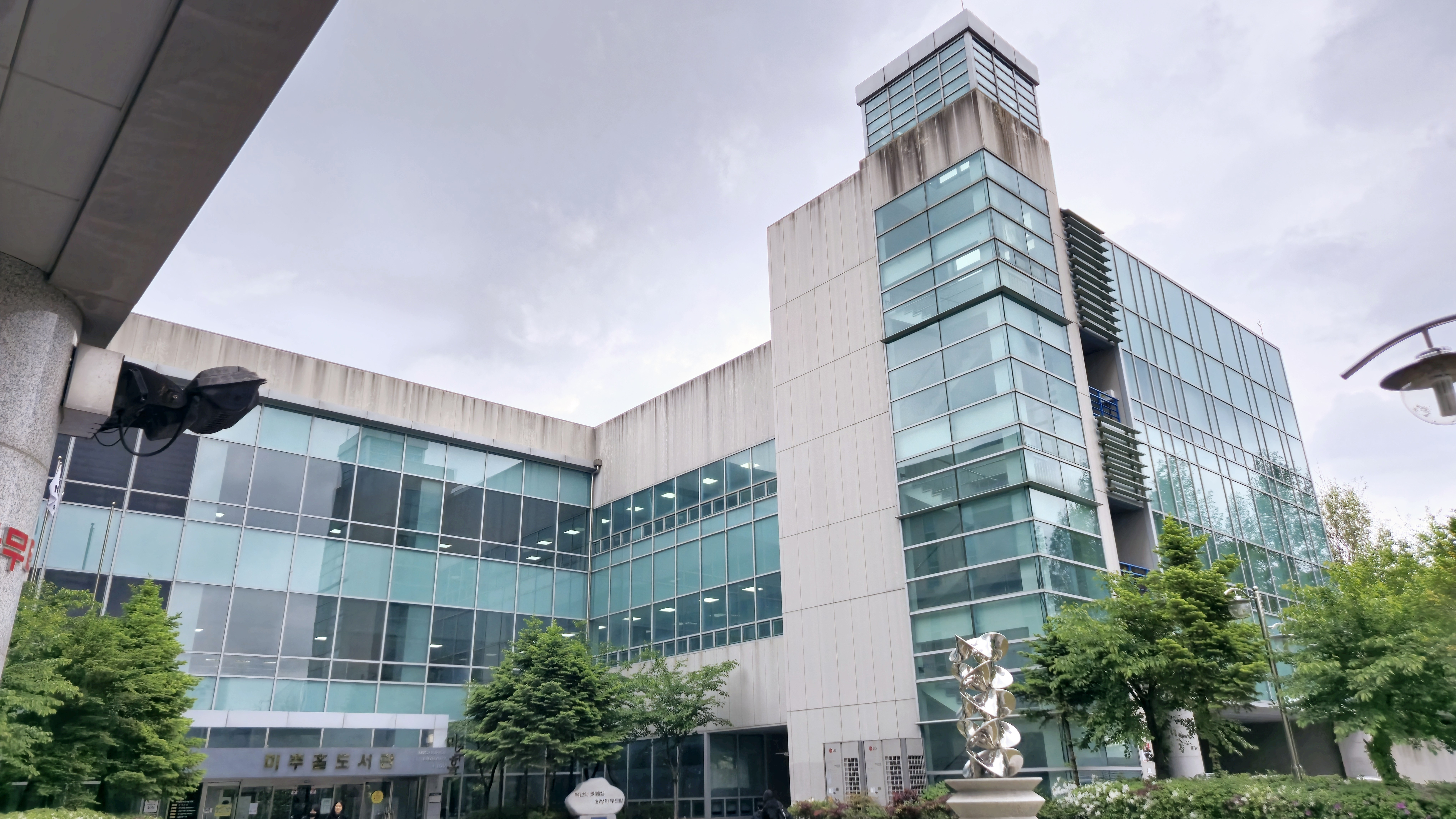
미추홀도서관 전경(2025년 05월)
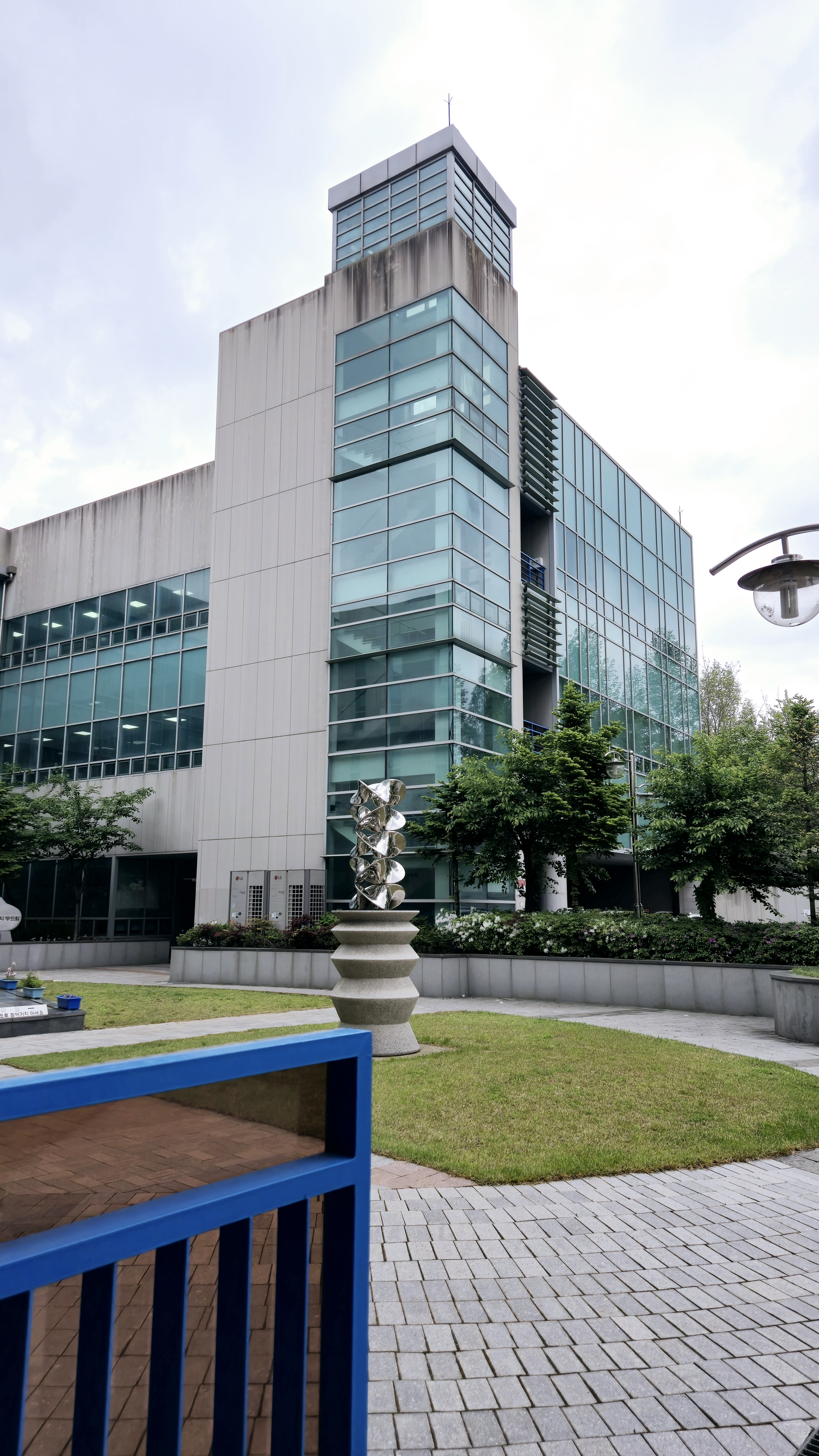
미추홀도서관 조형물
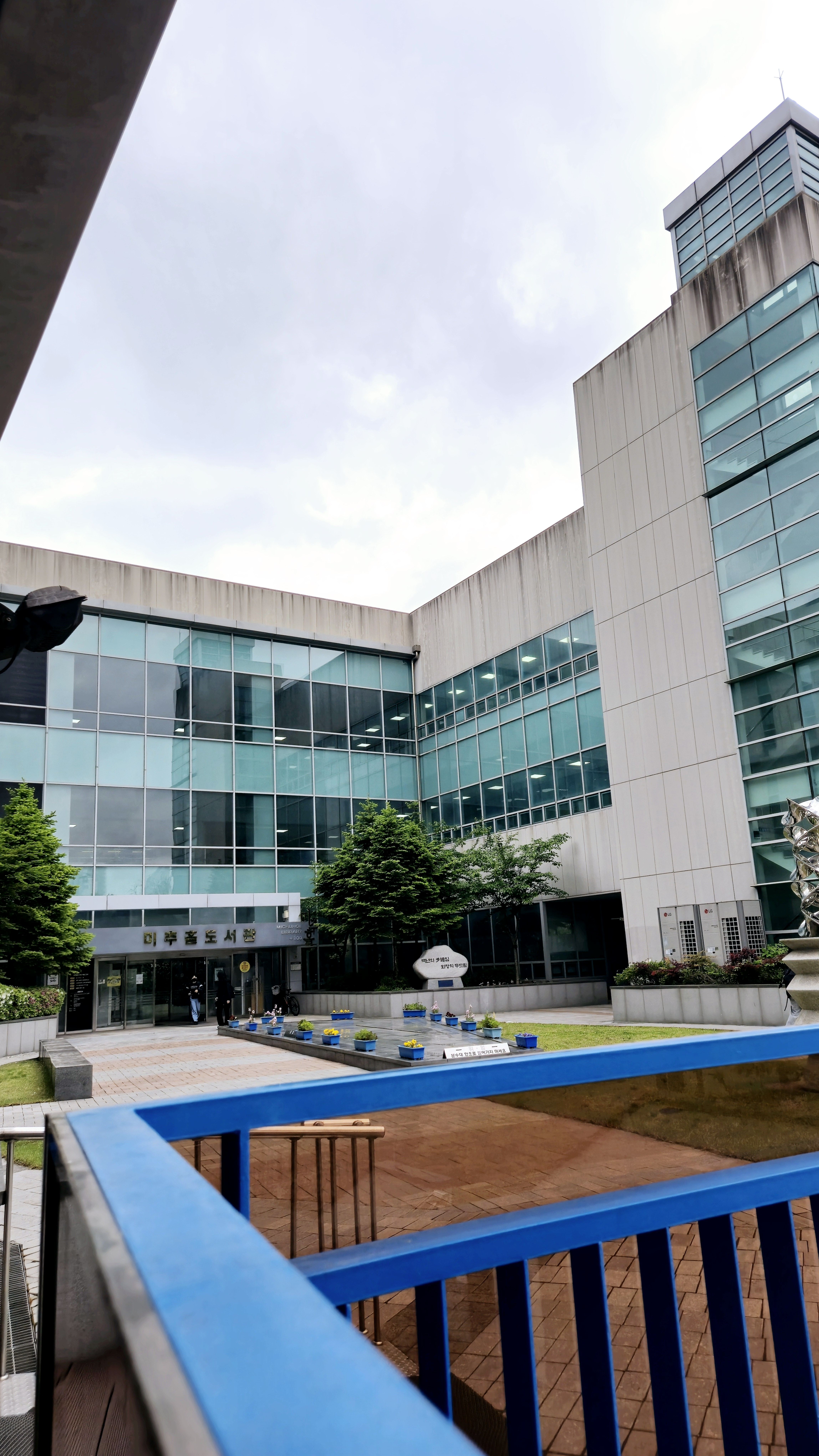
미추홀도서관 정문
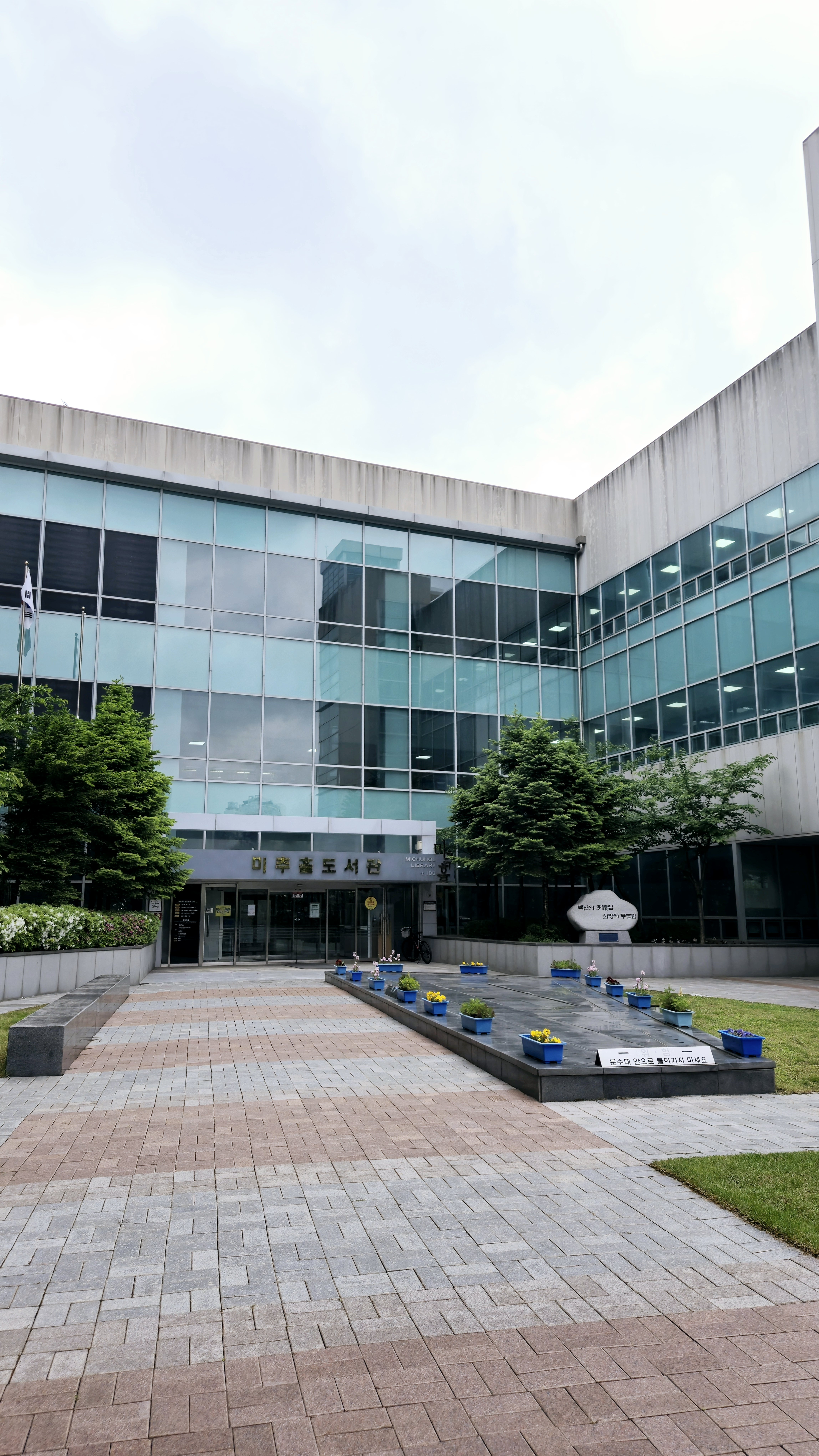
미추홀도서관 정문
미추홀도서관 정문(2010년 2월)

### 내부시설 및 편의시설

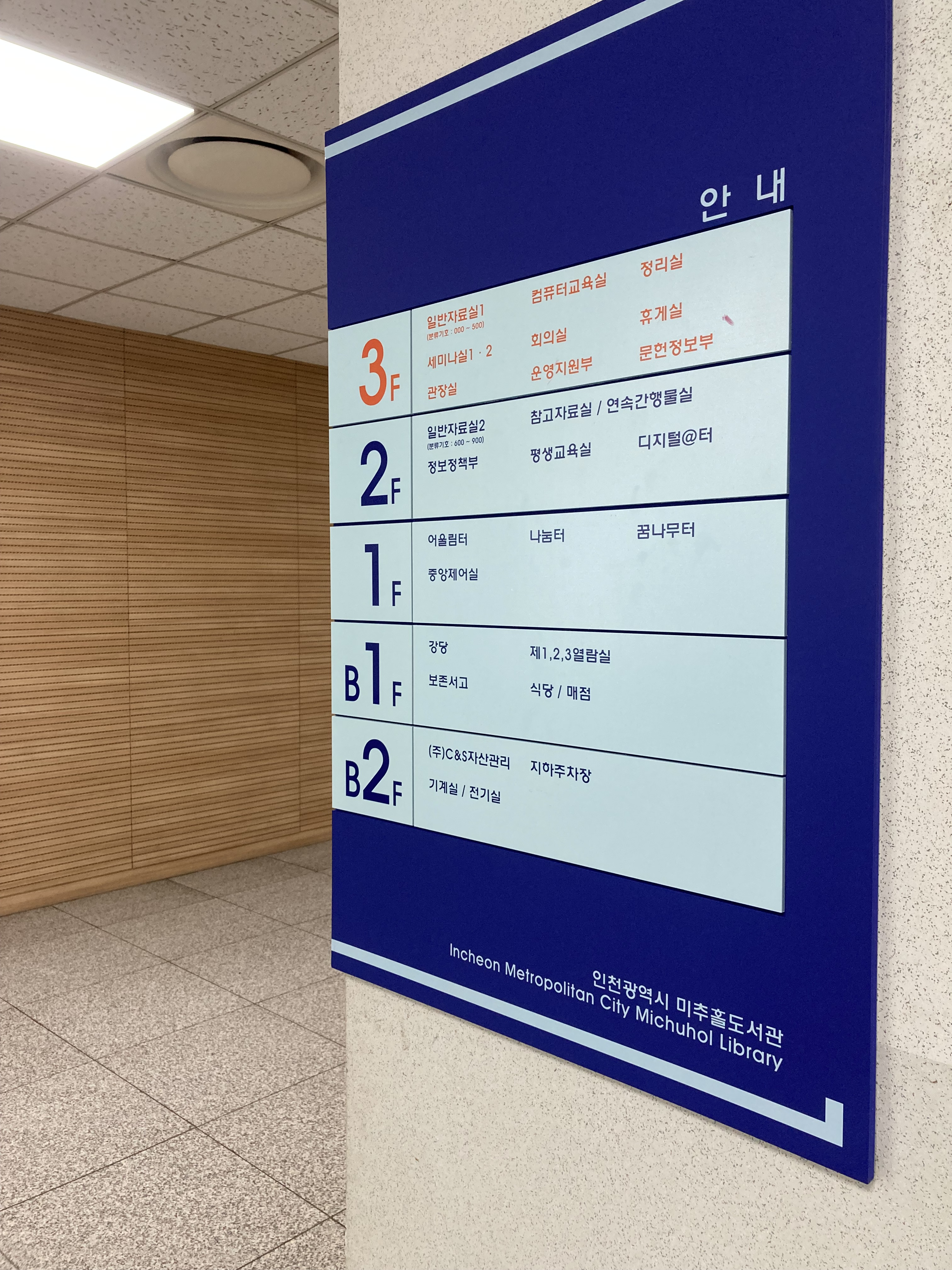
층별안내 표지판
들어가는 도로에서 바라본 미추홀도서관
2층 일반자료실 안 서가
1층 꿈나무터 안 서가
1층 나눔터 입구
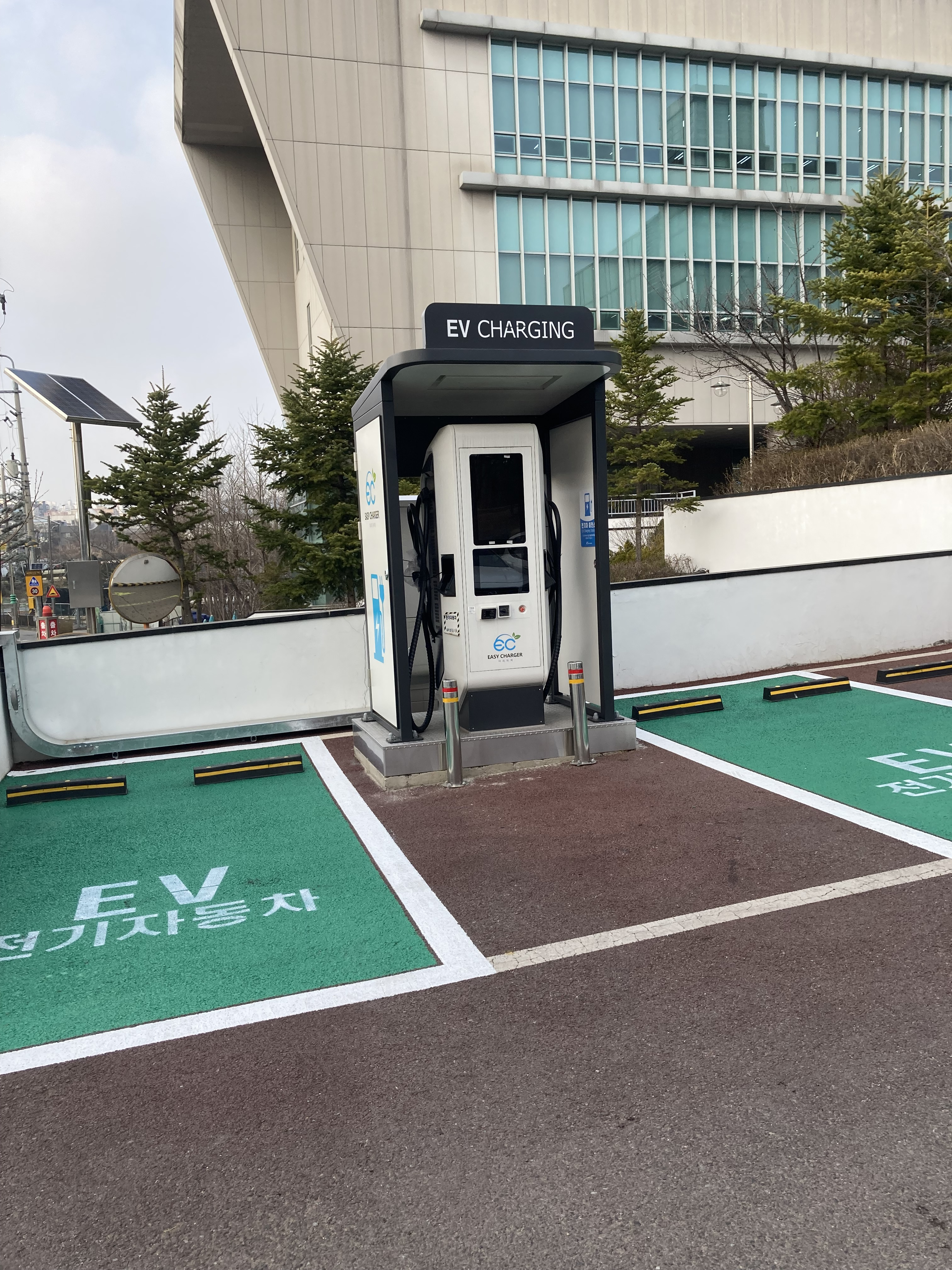
전기차충전시설
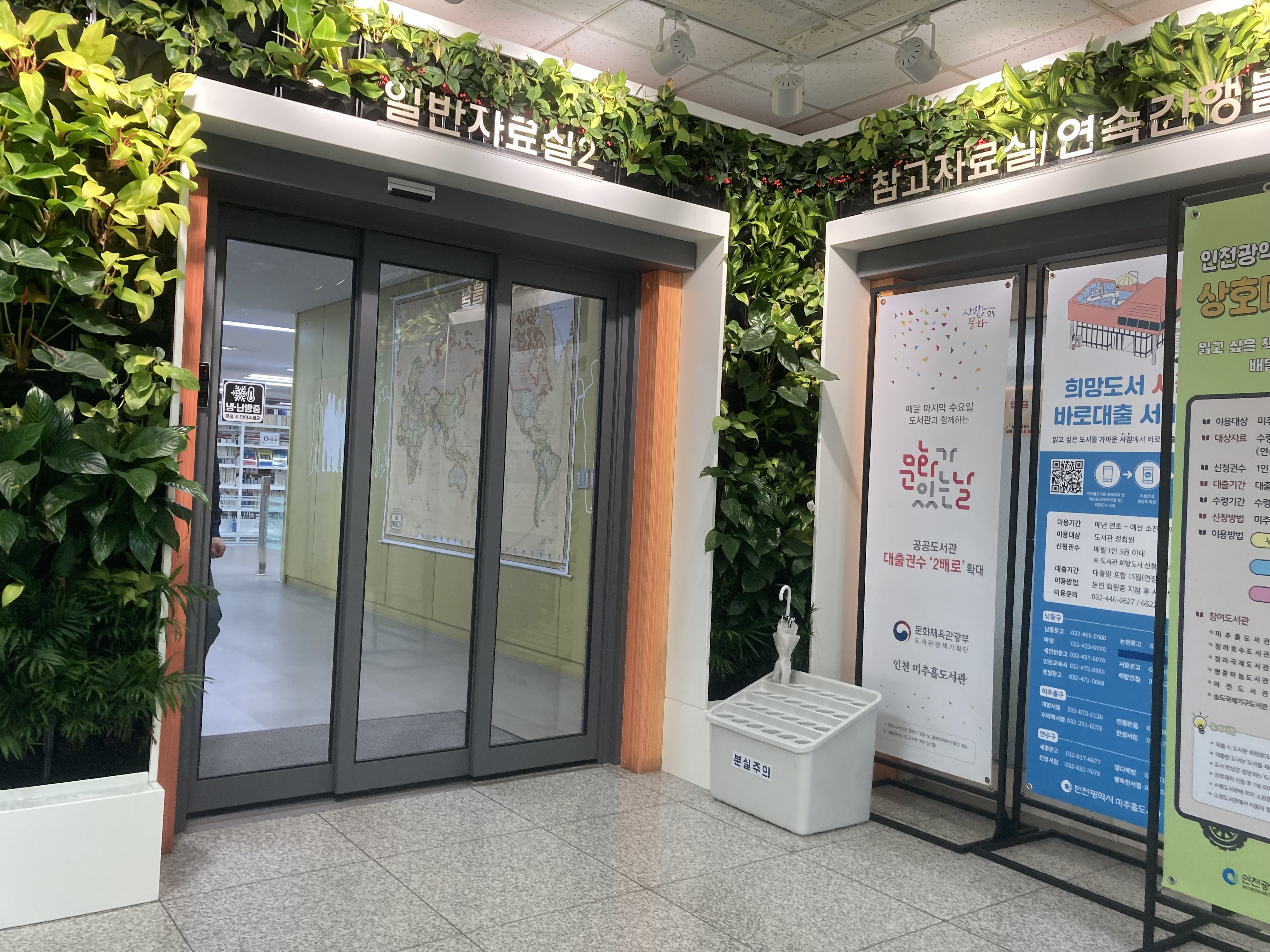
3층 일반자료실/간행물자료실
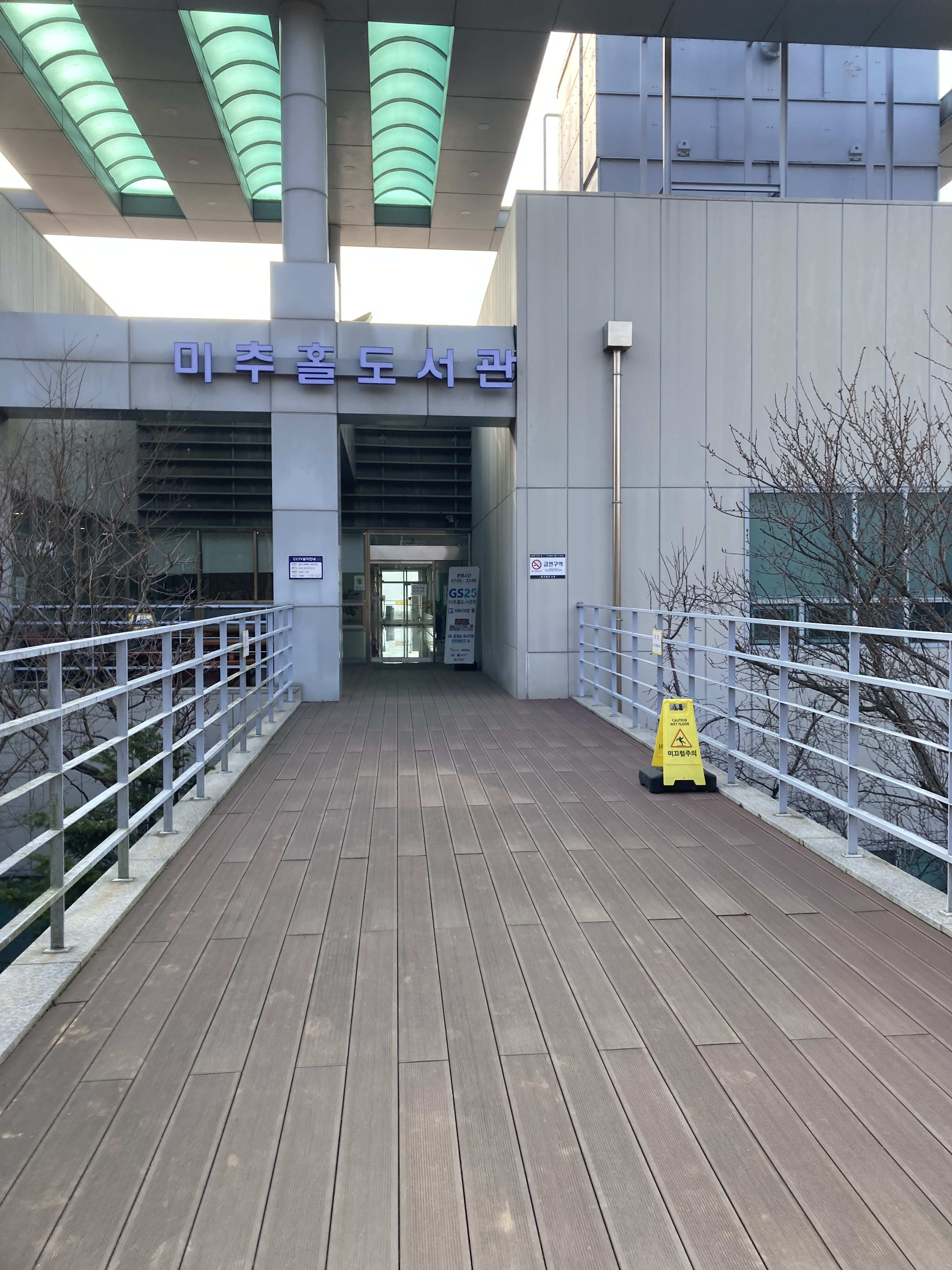
미추홀도서관 공원후문